# Georg Simmel
Georg Simmel, född 1 mars 1858 i Berlin, död 28 september 1918, var en tysk neokantiansk filosof och sociolog.
Simmel undervisade vid Berlins universitet 1885–1914. Mot slutet av hans liv tillträdde som professor i filosofi i Strasbourg där han stannade till sin död. Han såg sig själv i första hand som filosof, men sitt mest bestående bidrag har han lämnat till sociologin. Hans kanske främsta böcker var Philosophie des Geldes (1900) och Soziologie (1908). Idag har det blivit vanligare även om det inte är helt etablerat, att definiera Simmel som en av de sociologiska klassikerna tillsammans med Karl Marx, Max Weber och Émile Durkheim.

## Biografi
Simmel föddes i Berlin där han stannade nästan hela sitt liv. Han var den yngste av sju syskon. Trots hans avståndstagande från religion så präglade antisemitiska fördomar hans möjligheter att anförskaffa sig mer väl ansedda arbeten.
År 1885, blev Simmel Privatdozent vid Humboldt-Universität zu Berlin, officiellt föreläste han i filosofi men i praktiken beröde han logik, etik, konst, pessimism, sociologi och psykologi. Detta pågick i 14 år till dess att han blev utnämnd till Extraordinarius. Hans föreläsningar var inte bara populära på universitetet, de drog även (en gång i veckan) till sig en utvald elitkrets av intellektuella från Berlin. De intellektuella som tillträdde dessa exklusiva möten var bland annat Georg Lukács, Ernst Bloch och Max Weber. Trots att Simmels ansökan för lediga arbeten på tyska universitet understöddes av Max Weber så var det ändå svårt för Simmel att få tillträde till akademien, till stor del till följd av den dåvarande rådande antisemitismen.
1881 tog dock Simmel till slut en doktorsgrad. Hans fars arv möjliggjorde för honom att fullfölja sina akademiska intressen utan att behöva arbeta gentemot betalning. Simmel utarbetade sin egen sociologiska uppfattning i en serie välkända artiklar, bland annat Främlingen. Simmel lade stor vikt på konceptet av sociabilitet som ett centralt mänskligt drag.
Simmel hjälpte till att lägga grunden för sociologin som akademiskt institutionaliserad vetenskaplig disciplin inom ramen för det akademiska livet.